# 寶貝龍 Spyro the Dragon系列
寶貝龍 Spyro the Dragon是一个平台动作游戏系列，由多家游戏工作室制作，也曾由多家发行商推出。最初由環球互動工作室持有版权，經過轉移由威望迪遊戲以及與動視合併成為動視暴雪並由子公司動視持有後，現時為止所持有者為微軟（因旗下部門微軟遊戲持有動視暴雪）。Spyro（史派羅）和他的蜻蜓朋友Sparx是這一系列平台遊戲的主角，自1998年以來，共出了寶貝龍傳奇三部曲（The Legend of Spyro）及其他共十種的遊戲。該系列已在全球銷售超過共2000萬套。在Spyro系列結束後，主角群被轉到新系列Skylanders的旗下。

## 遊戲
| 1998 | 小龙斯派罗             |
| 1999 | 利普多的愤怒           |
| 2000 | 龙年                   |
| 2001 | 冰之季节               |
| 2002 | 炎之季节               |
| 2002 | 进入蜻蜓               |
| 2003 | 犀牛的攻击             |
| 2004 | 皮质的阴谋             |
| 2004 | 英雄之尾               |
| 2005 | 黑影传承               |
| 2006 | 斯派罗传说：全新的开始 |
| 2007 | 斯派罗传说：永恒之夜   |
| 2008 | 斯派罗传说：龙之破晓   |
| 2009 |                        |
| 2010 |                        |
| 2011 |                        |
| 2012 |                        |
| 2013 |                        |
| 2014 |                        |
| 2015 |                        |
| 2016 |                        |
| 2017 |                        |
| 2018 | 重燃三部曲             |

### 小龙斯派罗
Spyro the Dragon於1998年9月9日在北美首發，於PlayStation平台上。玩家將扮演一隻紫色的小龍，去拯救被主要對手 Gnasty Gnorc關在水晶監獄中的同伴，這些同伴被送到各個不同的世界，玩家將穿梭出現在地圖上不同的傳送門，一邊拯救同伴，一邊對抗 Gnasty Gnorc。

### 小龙斯派罗2：利普多的愤怒
Ripto's Rage!為此系列的第二作，遊戲結構類似前作，還增加了一些新的角色，包括獵豹Hunter、牧神Elora、教授、鼴Zoe和負責當停損點(復活點、存檔點)的仙女。玩家將穿梭在三大世界中，對抗巫師Ripto和他的心腹Crush 與 Gulp。遊戲增加了一些新的能力給Spyro，如滑翔後短暫上升、水下游泳、爬梯、頭槌等，也能使用出現在地圖上的力量增強之門，不同於前代，玩家需要擊敗世界中的關主才能前往下個世界。

### 小龙斯派罗：龙年
Year of the Dragon為此系列的第三作，也是Insomniac Games公司製作的最後一款Spyro遊戲。故事中，每隔十二年會慶祝龍蛋的到來，稱之為龍年。一個兔子洞後面，有個被遺忘的國度，那理由女巫統治，rhynocs的軍隊與一個神祕的人形兔女郎Bianca，透過兔子洞來竊取龍蛋。由於洞口太小，由Spyro與獵豹Hunter通過兔子洞去拯救龍蛋。故事中的世界如前作一樣，共有4大地圖與1個隱藏加分的地圖，其中4大世界中還增加了一個需解決Sparx所出的任務的關卡。在這代中每個世界都有一位被鼴Zoe捉住的角色，玩家須付贖金讓他們重獲自由，獲得自由後，玩家需控制他們解救他們自己原本的小關卡，之後能在往後的一些關卡中使用他們，他們分別是袋鼠Sheila、企鵝軍士Byrd、雪人Bentley及科技猴Agent 9。

### 寶貝龍世界 Skylanders
主要文章：寶貝龍世界系列